# Hariharpur (Surkhet)
Hariharpur (nepalski: हरिहरपुर) – gaun wikas samiti w zachodniej części Nepalu w strefie Bheri w dystrykcie Surkhet. Według nepalskiego spisu powszechnego z 2001 roku liczył on 781 gospodarstw domowych i 4232 mieszkańców (2121 kobiet i 2111 mężczyzn).